# لیلا سلیمانی
لیلا سلیمانی (به فرانسوی: Leïla Slimani؛ به عربی: لیلی السلیمانی؛ زاده ۳ اکتبر ۱۹۸۱) یک نویسنده و روزنامه‌نگار مراکشی‌تبار اهل فرانسه است. او در سال ۲۰۱۶ برای رمان آهنگ شیرین (به فرانسوی: Chanson douce) جایزه گنکور را دریافت کرد.

## زندگی
آنه زوب، مادربزرگ مادری لیلا سلیمانی زادهٔ ۱۹۲۱ در آلزاس بود. او همسر آیندهٔ خود را که در زمان آزادی فرانسه کلنلی مراکشی در ارتش فرانسه بود، در سال ۱۹۴۴ ملاقات کرد. او پس از جنگ به همراه این مرد به مراکش رفت و با یکدیگر در مکناس زندگی می‌کردند. او یک رمان دربارهٔ زندگینامهٔ خود نوشت که در سال ۲۰۰۳ چاپ شد. بئاتریس نجات زوب سلیمانی، دختر این زن و مادر لیلا سلیمانی، پزشک گوش و حلق و بینی بود و با عثمان سلیمانی، اقتصاددان مراکشی تحصیل‌کرده در فرانسه ازدواج کرد. این زوج دارای سه دختر شدند که لیلا فرزند میانی آنها بود.
لیلا در رباط مراکش و در خانواده‌ای لیبرال و فرانسه‌زبان متولد شد و به مدرسهٔ فرانسه‌زبان نیز رفت. در ۱۷ سالگی برای مطالعه علوم سیاسی و مطالعات رسانه در دانشگاه پلیتکنیک به پاریس رفت. او پس از فارغ‌التحصیلی به‌طور موقت به عنوان یک بازیگر شروع به کار کرد. سپس در آوریل ۲۰۰۸ با یک بانکدار پاریسی ازدواج کرد و در اکتبر همان سال نیز در مجلهٔ آفریقای جوان به عنوان روزنامه‌نگار شروع به کار کرد. کار او سفرهای بیشتر می‌طلبید. بعد از تولد فرزندش در سال ۲۰۱۱ و دستگیری خود او در تونس هنگام گزارش بهار عربی، تصمیم گرفت از کارش در آفریقای جوان استعفا بدهد و به عنوان یک روزنامه‌نگار آزاد به کار و به نوشتن رمان ادامه بدهد. البته رمانی که نوشت، توسط انتشاراتی‌ها پذیرفته نشد. سلیمانی در سال ۲۰۱۳ به کلاس نویسندگی ژان-ماری لاکلاوانتین، نویسنده و ویراستار انتشارات گالیمار رفت. او به نویسندگی سلیمانی علاقه‌مند شد و به او کمک کرد تا سبک خودش را بهبود ببخشد. لیلا سلیمانی در سال ۲۰۱۴ اولین رمان خود «در باغ غول» (فرانسوی: Dans le jardin de l'ogre) را به چاپ رساند و دو سال بعد با رمان مهیج روان‌شناسی لالایی (به فرانسوی: Chanson douce) به ستاره‌ای در ادبیات فرانسه تبدیل شد. این رمان با فروش بیش از ۷۶٬۰۰۰ نسخه ظرف سه ماه، به سرعت تبدیل به یک کتاب پرفروش حتی قبل از دریافت جایزه گنکور شد. ترجمهٔ فارسی این کتاب نیز به ترجمهٔ ابوالفضل الله‌دادی توسط انتشارات نگاه به چاپ رسیده‌است.
سلیمانی شهروندی فرانسه و مراکش را داراست.

## کار

### سیاسی
در ششم نوامبر ۲۰۱۷، رئیس‌جمهور فرانسه امانوئل مکرون، لیلا سلیمانی را به عنوان نمایندهٔ خود در سازمان بین‌المللی فرانکوفونی منصوب کرد.

### داستان

#### در باغ غول
اولین رمان سلیمانی به نام در باغ غول که به فارسی ترجمه نشده و در انگلیسی با نام شخصیت اصلی آن، ادل، به چاپ رسیده‌است، داستان زنی را روایت می‌کند که به دلیل اعتیاد به روابط جنسی، عنان زندگی خویش را از کف می‌دهد. ایدهٔ این داستان پس از شنیدن اخبار تکان‌دهندهٔ دومینیک استراوس-کان به ذهن لیلا سلیمانی رسید. این رمان در فرانسه نظر منتقدان ادبی را به خود جلب کرد و در مراکش نیز برندهٔ جایزهٔ ادبی لامامونیا شد.

#### لالایی
این کتاب (که در لفظ فرانسهٔ آن به معنای آهنگ شیرین است) داستان به قتل رسیدن یک خواهر و برادر به دست پرستار دلسوز آنهاست که از داستان واقعی قتل خواهر و برادر کریم الهام گرفته شده‌است.

## آثار
- La baie de Dakhla: itinérance enchantée entre mer et désert. Casablanca: Malika Editions. 2013. ISBN 9789954037669. OCLC 889653067.
- Dans le jardin de l'ogre. Paris: Éditions Gallimard. 2014. ISBN 9782070146239. OCLC 889705369.
- Chanson douce. Paris: Éditions Gallimard. 2016. ISBN 9782070196678. OCLC 957971440.
- Le diable est dans les détails. Éditions de l'Aube. 2016. ISBN 9782815921442.